# Thecla pudica
Thecla pudica är en fjärilsart som beskrevs av Edwards 1877. Thecla pudica ingår i släktet Thecla och familjen juvelvingar. Inga underarter finns listade i Catalogue of Life.